# Tsakhour
Le tsakhour ou tsakhur est une langue caucasienne. Cette langue nakho-daghestanienne se range dans le sous-groupe des langues lezguiennes.

Le tsakhour (en tsakhur цӏаӏхна миз [t͡saˤxna miz] - langue tsakhour] est parlé par environ 15 000 personnes dans la République autonome du Daghestan et dans le nord de l'Azerbaïdjan

Le tsakhour n'est pas encore une langue écrite, bien que des efforts soient faits dans ce sens, avec notamment la publication de manuels scolaires.

## Variations dialectales
La langue tsakhour est en fait divisée en deux dialectes très différents :
- Le tsakhour proprement dit avec ses 5 parlers :
  - le mukhakh (parlé au Daghestan, région de Zaqatala)
  - le jinagh (parlé principalement au Daghestan)
  - le mishlesh (parlé des deux côtés de la frontière)
  - le muslakh (au Daghestan)
  - le suvagil (uniquement en Azerbaïdjan)
- Le gelmets avec ses deux parlers (utilisés uniquement au Daghestan)
  - gelmets (village de Gelmets)
  - mikik

## Écriture

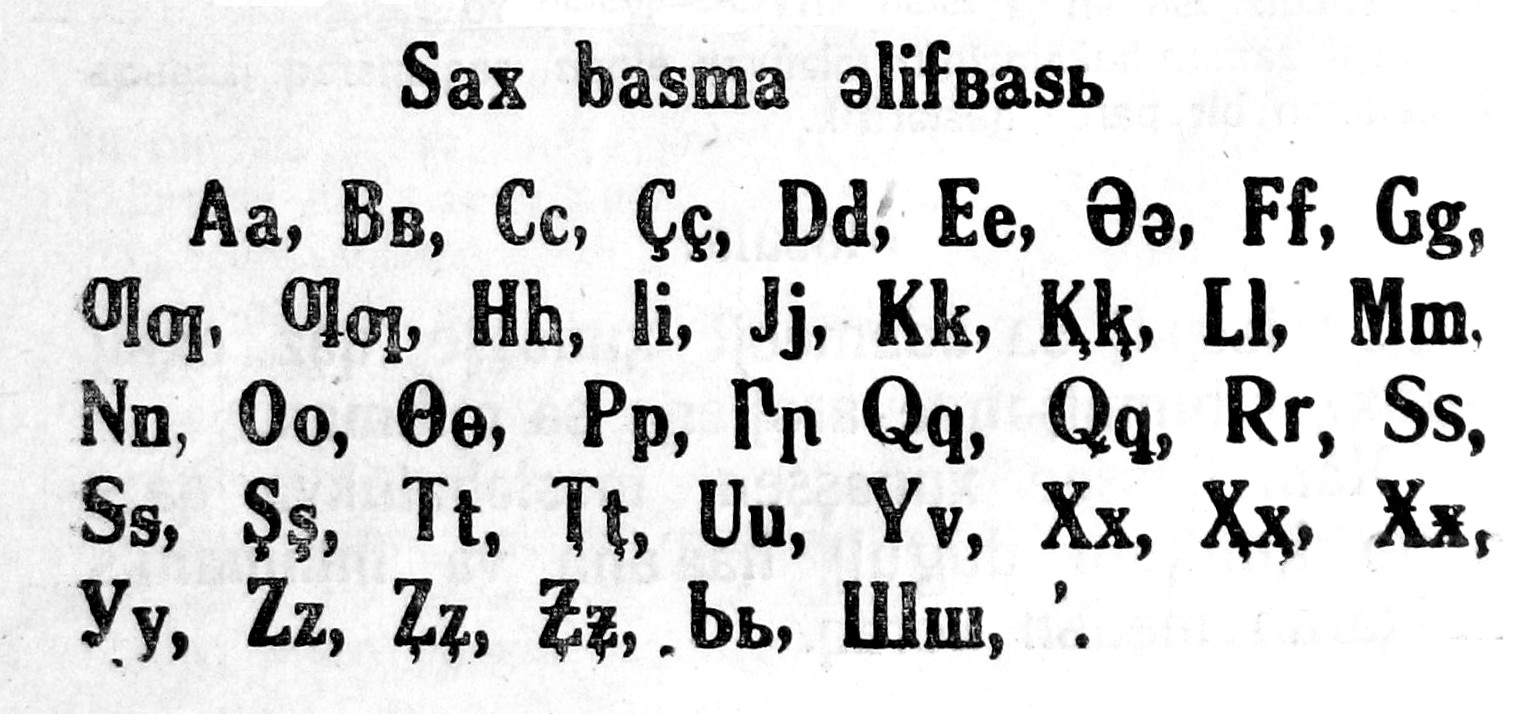
L'alphabet tsakhur latin de 1934 à 1938.

Un alphabet latin a été utilisé pour écrire le tsahour de 1934 à 1938.
Le tsakhour est écrit avec un alphabet cyrillique en Russie de 1938. Depuis 1989 en Azerbaïdjan, il est écrit avec un alphabet latin qui a été révisé en 2010. 
| А а   | АӀ аӀ | Б б   | В в | Г г   | ГӀ гӀ | Гъ гъ | Гь гь | Д д   | Дж дж |
| Е е   | Ё ё   | Ж ж   | З з | И и   | Й й   | К к   | КӀ кӀ | Къ къ | Кь кь |
| Л л   | М м   | Н н   | О о | ОӀ оӀ | П п   | ПӀ пӀ | Р р   | С с   | Т т   |
| ТӀ тӀ | У у   | УӀ уӀ | Ф ф | Х х   | Хъ хъ | Хь хь | Ц ц   | ЦӀ цӀ | Ч ч   |
| ЧӀ чӀ | Ш ш   | Щ щ   | Ъ ъ | Ы ы   | ЫӀ ыӀ | Э э   | Ь ь   | Ю ю   | Я я   |

| A a   | Ə ə   | B b | C c   | Ç ç | Ç` ç` | D d   | E e     | F f | G g |
| G` g` | GH gh | Ğ ğ | H h   | X x | XH xh | I ı   | I` ı`   | İ i | J j |
| K k   | K` k` | Q q | Q` q` | L l | M m   | N n   | O o     | Ö ö | P p |
| P` p` | R r   | S s | Ş ş   | T t | T` t` | TS ts | TS` ts` | U u | Ü ü |
| V v   | Y y   | Z z | `     |     |       |       |         |     |     |